# Homonacionalisme
Homonacionalisme és un terme que descriu l'associació favorable entre un tipus d'ideologia nacionalista i les persones LGBTI o els seus drets.
El terme va ser originalment proposat per la investigadora en estudis de gènere Jasbir K. Puar per referir-se als processos pels quals certs poders s'alineen amb les reivindicacions del col·lectiu LGBTI amb la finalitat de justificar posicions racistes i xenòfobes, especialment en contra de l'islam, recolzant-les sobre els prejudicis que les persones migrants han de ser forçosament homòfobes i que la societat occidental és completament igualitària. D'aquesta forma, es fa ús de la diversitat sexual i els drets LGBT per sostenir postures en contra de la immigració, sent cada vegada més comuna entre partits d'ultradreta.
Les principals crítiques a aquest fenomen se centren en l'ús parcial i sectari que es fa del moviment LGBT per emparar finalitats basades en la intolerància, obviant la pròpia homofòbia i la falta d'una igualtat real en la societat occidental en el seu conjunt. Aquesta falsa idea d'igualtat se sol representar de forma simbòlica per l'accés al matrimoni igualitari, heteronormalitzant les relacions entre les persones del col·lectiu LGBTI i afavorint posicions xovinistes cap al propi país i receloses cap a persones procedents d'aquells països que no han regulat algun tipus de reconeixement de les parelles del mateix sexe o que criminalitzen l'homosexualitat, fonamentalment cap als musulmans.